# Pertuzumab
Le pertuzumab (commercialisé sous le nom de Perjeta) est un anticorps monoclonal développé par Genentech pour le traitement des cancers du sein HER2-positifs, en combinaison avec le trastuzumab et le docetaxel. En se liant à HER2, il inhibe la dimérisation de la protéine HER2 avec d'autres récepteurs HER, ce qui contribue à ralentir la croissance tumorale.

## Essais cliniques
Des essais cliniques de phase précoce concernant l'efficacité du pertuzumab pour le traitement des cancers de la prostate, du sein et des ovaires ont montré un succès limité.
L'association du pertuzumab au trastuzumab et au docetaxel, comparée à un placebo associé au trastuzumab et au docetaxel, utilisé en première ligne de traitement de cancers du sein HER2-positifs métastatiques, a significativement prolongé la survie sans progression, sans augmentation des effets toxiques cardiaques selon les résultats de l'essai clinique de phase III randomisé en double-aveugle CLEOPATRA.
L'administration intraveineuse de pertuzumab est actuellement évaluée chez des patients atteints d'un cancer du sein dans les essais cliniques suivants : MARIANNE (cancer du sein avancé), NEOSPHERE (cancer du sein précoce), TRYPHAENA (cancer du sein HER2-positif de stade II/III) et APHINITY (cancer du sein HER2-positif non métastatique).